# 喬爾蓬·蘇丹別科娃
喬爾蓬·阿雷耶芙娜·蘇丹別科娃（1969年8月19日—）是吉爾吉斯政治家和前最高委員會成員，現任該國副總理之一。

## 早年生活和教育
蘇丹別科娃於1969年8月19日出生於伏龍芝（今比什凱克）。她就讀於俄羅斯的米丘林斯基教育學院，並於2006年畢業於吉爾吉斯斯坦國家法學院，獲得法律和國際關係專業學位。

## 生涯
蘇丹別科娃曾在賈拉拉巴德的登記處工作，之後於1995年成為奧什的Palvan總幹事。從2000年到2001年，她擔任吉爾吉斯南部地區婦女大會主席，並於2005年創立了非政府組織「婦女生態和諧」。
蘇丹別科娃是吉爾吉斯共和國黨的成員。在她的丈夫於2005年被暗殺後，她在2006年的補選中競選代表卡達姆扎伊區的議會席位，但被擊敗。2007 年，她當選為Alysh基金會主席，該基金會是她丈夫參與的「腰帶摔跤」組織。
蘇丹別科娃於2010年當選為最高議會的議員。她於2012年成為教育、科學、文化和體育委員會的成員和青年政策委員會的主席。2013年10月，她當選為議會副議長。從2015年1月25日到2017年1月22日，她是歐洲委員會議會議員。
2016年11月9日，議會批准她被提名為總理索隆拜·熱恩別科夫領導下的社會事務副總理，接替古尔米拉·库代别尔季耶娃。